# Barydesmus kerri
Barydesmus kerri är en mångfotingart som beskrevs av Cook 1896. Barydesmus kerri ingår i släktet Barydesmus och familjen Platyrhacidae. Inga underarter finns listade i Catalogue of Life.